# Talode
Talode (o Taloda) è una città dell'India di 25.034 abitanti, situata nel distretto di Nandurbar, nello stato federato del Maharashtra. In base al numero di abitanti la città rientra nella classe III (da 20.000 a 49.999 persone).

## Geografia fisica
La città è situata a 20° 28' 60 N e 74° 49' 60 E e ha un'altitudine di 365 m s.l.m..

## Società

### Evoluzione demografica
Al censimento del 2001 la popolazione di Talode assommava a 25.034 persone, delle quali 12.765 maschi e 12.269 femmine. I bambini di età inferiore o uguale ai sei anni assommavano a 3.306, dei quali 1.696 maschi e 1.610 femmine. Infine, coloro che erano in grado di saper almeno leggere e scrivere erano 15.108, dei quali 8.709 maschi e 6.399 femmine.